# Arthroleptis stenodactylus
Espèce
Synonymes
- Arthroleptis whytii Boulenger, 1897
- Arthroleptis lonnbergi Nieden, 1915
- Arthroleptis methneri Ahl, 1924
- Arthroleptis stenodactylus uluguruensis
 Loveridge, 1932
- Arthroleptis vagus Ahl, 1939 "1938"
- Arthroleptis ukamiensis Ahl, 1939 "1938"

Statut de conservation UICN

 LC  : Préoccupation mineure
Arthroleptis stenodactylus est une espèce d'amphibiens de la famille des Arthroleptidae.

## Répartition
Cette espèce se rencontre dans le Sud-Est du Kenya, dans l'ouest de l'Ouganda, en Tanzanie, au Malawi, au Mozambique, en Zambie, dans le Sud et l'Est du Congo-Kinshasa, en Angola, au Zimbabwe, dans le Nord du Botswana et dans le nord-est de l'Afrique du Sud.

## Publication originale
- Pfeffer, 1893 : Ostafrikanische Reptilien und Amphibien, gesammelt von Herrn Dr. F. Stuhlmann im Jahre 1888 und 1889. Jahrbuch der Hamburgischen Wissenschaftlichen Anstalten, vol. 10, p. 71-105 (texte intégral).